# Purwokerto (Tayu)
Purwokerto is een bestuurslaag in het regentschap Pati van de provincie Midden-Java, Indonesië. Purwokerto telt 3732 inwoners (volkstelling 2010).